# Manazuru
Manazuru (真鶴町, Manazuru-machi) est un bourg du district d'Ashigarashimo, dans la préfecture de Kanagawa au Japon.

## Géographie

### Situation
Manazuru est situé au sud-ouest de la préfecture de Kanagawa, au bord de la baie de Sagami.

### Démographie
Au 1er février 2019, la population de Manazuru était de 7 307 habitants répartis sur une superficie de 7,02 km2.

## Histoire
Le village de Manazuru est officiellement fondé le 1er avril 1889. Il devient un bourg le 1er octobre 1927.

## Transports
Le bourg est desservi par la ligne principale Tōkaidō à la gare de Manazuru.